# 藤井啓一

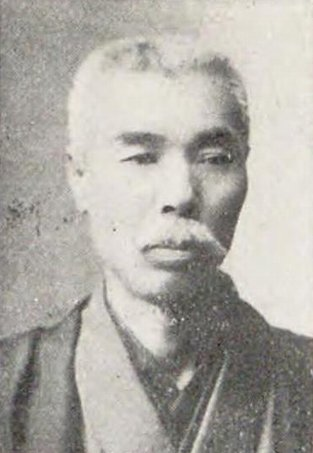
藤井啓一

藤井 啓一（ふじい けいいち、1868年1月7日〈慶応3年12月13日〉 - 1953年〈昭和28年〉6月18日）は、日本の弁護士、政治家。衆議院議員（山口県第一区選出、当選3回）。

## 経歴
山口県厚狭郡厚東村（現在の宇部市）出身。山口県平民・藤井仁介の長男。初等学を寺子屋に学び、のち漢学を修める。
1890年（明治23年）、東京法学院（現在の中央大学）を卒業。法学博士・江木衷の門下生となり、薫陶を受け、弁護士試験に合格。その後、下関市に事務所を開いた。弁護士の業務に従事。山口県弁護士会会長、山口県会議員、下関商業会議所特別議員・同顧問などに選ばれた。
1920年（大正9年）、第14回衆議院議員総選挙に出馬し、当選。第16回、第18回でも当選を果たした。立憲民政党に属す。
その他、朝鮮勧農、長州鉄道各取締役なども務めた。

## 人物
1892年、家督を相続する。趣味は散歩。住所は下関市上田中町、田中町。

## 家族・親族
藤井家
- 父・仁介（山口平民）[5]
- 妻
  - フサ（1871年 - ?、山口士族、三浦久治の長女）[5][7]
  - コチヘ（1881年 - ?、山口、林善勝の二女）[3][9]
- 長男・五一郎[3]（1892年 - 1959年、大審院判事、公安調査庁初代長官）
  - 同妻・文子（1899年 - ?、山口、竹内升蔵の女）[3][7]
- 二男[9]
- 三男[5]
- 四男[5]